# 鲁本·布里亚尼
鲁本·布里亚尼（義大利語：Ruben Buriani，1955年3月16日—），意大利男子足球运动员，场上位置是中场。他曾代表意大利国家队参加1980年欧洲足球锦标赛，结果获得第四名。